# Pawieł Szaramiet
Pawieł Ryhorawicz Szaramiet (biał. Павел Рыгоравіч Шарамет, ros. Павел Григорьевич Шеремет – Pawieł Grigorjewicz Szeriemiet, ur. 28 listopada 1971 w Mińsku, zm. 20 lipca 2016 w Kijowie) – białoruski, rosyjski i ukraiński dziennikarz niezależnych mediów, autor filmów dokumentalnych i książek.

## Życiorys
Na początku kariery zawodowej pracował w Mińsku jako korespondent jednej z rosyjskich telewizji. W 1997 r. został zatrzymany w pobliżu granicy białorusko-litewskiej wraz z Dzmitryem Zawadskim, co zwróciło na niego uwagę mediów. Oskarżony o nielegalne przekroczenie granicy i osadzony w areszcie, został zwolniony w październiku 1997 r., ale już rok później został skazany na dwa lata więzienia w zawieszeniu za nielegalne przekroczenie granicy oraz działalność na niekorzyść kraju – w więzieniu spędził trzy miesiące. W 1998 otrzymał nagrodę Komitetu Obrony Dziennikarzy (CPJ) CPJ International Press Freedom Award, a Amnesty International uznała go za więźnia sumienia.
Od 1998 r. mieszkał w Moskwie, a przez ostatnie 5 lat życia w Kijowie. W 2000 r. Szeremet został pobity w Mińsku przez tzw. nieznanych sprawców. W 2010 r. pozbawiono go białoruskiego obywatelstwa. W okresie kijowskim pracował dla Ukraińskiej Prawdy na stanowisku dyrektora wykonawczego. Był prezenterem radia Wiesti i założycielem opozycyjnego portalu internetowego Białoruski Partyzant.

### Śmierć
Zginął 20 lipca 2016 roku w Kijowie, w wyniku eksplozji samochodu. Eksplozja nastąpiła na skrzyżowaniu ulic Bohdana Chmielnickiego i Iwana Franki około godz. 7.45 czasu lokalnego. Wg doniesień prasowych przyczyną miał być wybuch bomby podłożonej w pojeździe.